# Mr. Wolff
Ne doit pas être confondu avec The Accountant (film, 2001).
Série
Mr. Wolff 2
(2025)
Pour plus de détails, voir Fiche technique et Distribution.
Mr. Wolff ou Le Comptable au Québec (The Accountant), est un film américain réalisé par Gavin O'Connor et sorti en 2016.
Ce thriller d'action met en scène Ben Affleck dans le rôle de Christian Wolff, un expert-comptable autiste qui gagne sa vie en nettoyant les documents financiers et comptables frauduleux d'organisations criminelles et terroristes du monde entier victimes de détournements de fonds internes.
Le film reçoit à sa sortie des critiques mitigées mais engrange 155 millions de dollars de recettes au box-office mondiale. La performance de Ben Affleck et les séquences d'action mettant en scène le pencak silat sont cependant mises en avant, malgré des critiques négatives sur certains aspects de sa représentation de l'autisme.
Le film connait une suite Mr. Wolff 2, toujours réalisée par Gavin O'Connor, sortie en 2025.

## Synopsis
Christian Wolff (Ben Affleck), autiste, est aussi un génie mathématique et spécialiste de juricomptabilité qui travaille à son compte comme expert-comptable en Illinois. Sous cette couverture, il accepte des contrats de groupes criminels transmis par téléphone portable par une femme inconnue, « La Voix ». Dans son enfance, lors d'une visite au Harbor Neuroscience Institute, centre pour enfants autistes, les parents de Christian se voient proposer de le laisser sous la responsabilité du directeur, qui leur propose de lui trouver les conditions de vie où il pourra s'épanouir. À cette occasion, Justine, la fille du directeur, troublée et muette établit un lien avec Christian, en l'aidant à finir son puzzle (qu'il résout avec les pièces à l'envers).
Le père de Christian, un officier américain spécialiste de la guerre psychologique, rejette la proposition, estimant que son fils doit surmonter son handicap en s'endurcissant tant physiquement que psychologiquement. Plus tard, la mère de Christian, incapable de supporter plus longtemps les crises autistiques, parfois violentes, de Christian, ainsi que son frère Braxton, abandonne la famille. Pour les aider à relever les défis de leur future vie adulte, le père engage des spécialistes pour former ses deux fils au combat.
Raymond King, chargé de la traque des crimes économiques du département du Trésor des États-Unis, recrute, pour démasquer « Le Comptable », une jeune analyste, Marybeth Medina, pour l'identifier et le retrouver, menaçant la jeune femme de révéler son passé criminel si elle refuse ou échoue. Les seuls indices sont des photos, les prête-noms du « Comptable » et une vidéo où des membres de la famille Gambino sont tués, King croyant « Le Comptable » responsable sans toutefois connaître ses mobiles.
Pour détourner l'attention de King, « La Voix » demande à Christian d'auditer la société Living Robotics, qui fabrique des prothèses avant-gardistes. Avant de commencer son travail, Christian parle aux dirigeants de la société : le PDG Lamar Blackburn, sa sœur et associée Rita et le directeur financier, Ed Chilton, ce dernier se montrant réticent à collaborer. Le lendemain, il rencontre Dana Cummings, la comptable qui a découvert les irrégularités financières. Au terme d'une nuit d'analyse de la comptabilité de l'entreprise sur les quinze dernières années, Christian montre à Dana d'où proviennent les irrégularités, sans toutefois déterminer les moyens utilisés. Au cours de cet échange, les deux jeunes gens établissent un lien affectif.
Le soir même, un tueur surnommé « L'Assassin » et deux complices s'introduisent chez Chilton, auquel il propose un marché : son « suicide » contre la promesse de ne faire aucun mal à sa femme. Le lendemain, Christian apprend que son contrat est terminé parce que Lamar Blackburn se croit coupable du suicide de Chilton. Le soir, Christian s'impose une séance de torture pour expier ce qu'il considère comme un « échec », estimant que tous ces contrats doivent être menés à leur terme.
De leur côté, Christian et Dana sont devenus les cibles d'assassins. Après avoir éliminé deux tueurs à sa poursuite, Christian sauve Dana dans son appartement d'un quatuor d'assassins. Cette épreuve rapproche encore les deux jeunes gens, mais Christian rompt le charme en exposant soudain que Living Robotics a détourné les fonds pour bonifier le cours de ses propres actions, les rendant ainsi plus alléchantes auprès des investisseurs. Croyant que Rita manigance ces détournements, Christian se rend chez elle, croise « l'Assassin » qui vient de tuer celle-ci. Christian comprend alors que c'est en fait Lamar Blackburn qui a organisé la fraude.
Entre-temps, Medina a découvert que « Le Comptable » emprunte les noms de mathématiciens célèbres pour cacher son identité. Elle est aussi parvenue à isoler sa voix dans la vidéo de la tuerie de la famille Gambino et découvre qu'il répète les mots de la comptine Solomon Grundy, comportement typique d'autistes ou d'enfants traumatisés. A l'aide d'un analyste du département du Trésor, elle découvre qu'il exploite une firme comptable à Chicago, avec des commerces pour sociétés écrans et a fait des dons conséquents au Harbor Neuroscience Institute.
Plus tard, King et Medina fouillent la maison de Christian, ce qui permet de confirmer leurs soupçons en découvrant un système élaboré de caméras dans le jardin et une mitrailleuse lourde pour protéger l'entrée.
King révèle alors à Medina qu'il en sait bien plus sur « le Comptable » : celui-ci a été arrêté après une bagarre lors de la veillée funèbre de sa mère et son père a été tué par balles en tentant de s'interposer. Comme il était alors militaire, il est envoyé en prison militaire, où il partage la cellule de Francis Silverberg, ancien comptable de la famille Gambino, devenu informateur pour le gouvernement américain en échange d'une protection. Celui-ci, utilisant les capacités intellectuelles hors normes du « Comptable », lui apprend toutes les ficelles du blanchiment d'argent sale et lui transmet ses contacts mafieux.
Plus tard, Silverberg est relâché, capturé par la famille puis torturé à mort par l'un des fils Gambino. Lorsque Christian apprend le sort de Silverberg, il s'échappe et le venge en tuant neuf mafieux dont le fils Gambino. King, présent lorsque Christian s'est vengé, échappe de peu à leur sort lorsqu'il affirme être un « mauvais agent » mais aussi un « bon père ».
Par la suite, King a reçu régulièrement des appels de « La Voix » qui lui a révélé des crimes majeurs. La résolution de ces affaires lui a permis d'être nommé directeur du département des enquêtes économiques du Trésor. King, qui prend sa retraite dans quelques mois, offre à Medina de poursuivre ce travail, lui laissant la liberté d'accepter.
Christian attaque la maison de Lamar, protégée par une petite armée de mercenaires dirigée par « l'Assassin ». Pendant les combats, « l'Assassin » reconnaît la comptine que Christian murmure et réalise que celui-ci est son frère. Après un combat brutal, les deux frères décident de faire la paix, malgré l'indifférence affective de Christian, qui tue ensuite Lamar, puis quitte la maison, se promettant de retrouver Braxton pour qu'ils puissent se revoir après avoir été séparés pendant dix ans.
Plus tard, « La Voix » communique à Medina les crimes financiers de Lamar, menant au démantèlement de la société Living Robotics. Après s'être éloigné de Dana et être parti pour une destination inconnue, Christian lui fait livrer un tableau de Jackson Pollock reçu en paiement d'un de ses contrats.
Au Harbor Neuroscience Institute, Justine, devenue adulte et ne parlant plus intelligiblement, utilise un ordinateur adapté pour traduire ses pensées et les transmettre oralement. Cet ordinateur surpuissant, un "BX32 refroidi à l'eau, processeur 12 cœurs", avec lequel « Elle pourrait pirater le Pentagone ». Par ailleurs on peut voir accroché au mur le puzzle de Christian et sur un tableau d'affichage une photo de Justine et Christian enfants. Enfin quand Justine s'exprime avec l'ordinateur, on reconnaît le timbre de « La Voix ».

## Fiche technique
Sauf indication contraire, les informations mentionnées dans cette section peuvent être confirmées par les bases de données cinématographiques IMDb et Allociné,  présentes dans la section « Liens externes ».
- Titre original : The Accountant
- Titre français : Mr. Wolff
- Titre québécois : Le comptable
- Réalisation : Gavin O'Connor
- Scénario : Bill Dubuque[2]
- Musique : Mark Isham
- Direction artistique : Keith P. Cunningham
- Décors : John Collins
- Costumes : Nancy Steiner
- Photographie : Seamus McGarvey
- Montage : Richard Pearson
- Production : Lynette Howell et Mark Williams
- Sociétés de production : Electric City Entertainment, RatPac-Dune Entertainment et Zero Gravity Management
- Société de distribution : Warner Bros.
- Budget : 44 millions de dollars[3]
- Pays de production :  États-Unis
- Langue originale : anglais
- Format : Couleurs - 35 mm - 2,35:1 - son Dolby numérique
- Genre : thriller, action
- Durée : 128 minutes[4]
- Dates de sortie[5] :
  - États-Unis, Canada : 14 octobre 2016
  - Suisse : 20 octobre 2016
  - France, Belgique : 2 novembre 2016

## Distribution
Sauf indication contraire, les informations mentionnées dans cette section peuvent être confirmées par la base de données cinématographiques IMDb,  présente dans la section « Liens externes ».
- Ben Affleck (VF : Boris Rehlinger ; VQ : Pierre Auger) : Christian « Chris » Wolff
- Anna Kendrick (VF : Chloé Stefani ; VQ : Catherine Bonneau) : Dana Cummings
- J. K. Simmons (VF : Jean-Yves Chatelais ; VQ : Patrick Chouinard) : Ray King
- Jon Bernthal (VF : Jérôme Pauwels ; VQ : Frédérik Zacharek) : Braxton « Brax »
- Jeffrey Tambor (VF : François Siener ; VQ : Jean-Marie Moncelet) : Francis Silverberg
- Cynthia Addai-Robinson (VF : Sara Martins ; VQ : Marie-Evelyne Lessard) : Marybeth Medina
- John Lithgow (VF : Jean-Jacques Moreau ; VQ : Marc Bellier) : Lamar Blackburn
- Jean Smart (VQ : Isabelle Miquelon) : Rita Blackburn
- Andy Umberger (VF : Jérôme Keen ; VQ : Éric Gaudry) : Ed Chilton
- Alison Wright : Justine
- Ron Prather (VF : Bertrand Dingé) : Frank Rice
- Susan Williams (VF : Frédérique Cantrel) : Dolores Rice
- Jason Davis : le neurologue
- Robert C. Treveiler (VF : Éric Aubrahn) : le père de Christian et Braxton
- Mary Kraft (VF : Odile Cohen) : la mère de Christian et Braxton
- Gregory Alan Williams : la secrétaire au Trésor
- Victor McCay (VF : Nicolas Justamon) : agent IRS

Version française
Studio de doublage : Deluxe Media Paris
Adaptation : Sylvie Caurier
 Source et légende : version française (VF) sur RS Doublage et selon le carton du doublage français cinématographique ; version québécoise (VQ) sur Doublage.qc.ca

## Production

### Genèse et développement
Le projet est initialement développé par le producteur Mark Williams : « J'avais entendu parler d'expert-comptable judiciaire et je pensais que c'était une sorte d'enquêteur. Mais j'ai commencé à creuser le sujet et je me suis dit qu'on pouvait en intensifier les enjeux en réfléchissant aux personnes pour lesquelles il travaille et j'ai trouvé de quoi rendre l'action plus captivante. Une fois les grandes lignes du projet en tête, j'en ai parlé à Bill Dubuque, un auteur avec lequel j'ai déjà collaboré et qui est tout simplement génial. Il a immédiatement aimé cette idée et s'est attaqué à la rédaction du scénario ». Bill Dubuque écrit ensuite le scénario, qui figure sur la Black List 2011 des meilleurs scénarios en attente de production.

### Attribution des rôles
Pour préparer son rôle, Ben Affleck, avec le réalisateur Gavin O'Connor, a consulté de nombreux spécialistes de l'autisme : « Gavin O'Connor a fait toutes ces recherches avec moi, ce qui nous a permis d'acquérir un vocabulaire qu'on comprenait tous les deux et qui nous a grandement facilité les choses. Gavin est un formidable perfectionniste. On a appris que ce que les gens appellent le trouble du spectre autistique correspond à une grande diversité de conditions. J'ai aussi essayé de trouver le juste équilibre entre la volonté de donner des infos sur Christian au spectateur et la nécessité de ne pas le faire d'une manière trop évidente. »
Anna Kendrick rejoint le projet en 2014. Sa mère, véritable experte-comptable, a supervisé le script. L'actrice explique s'être beaucoup inspirée de sa mère.

### Tournage
Le tournage débute le 19 janvier 2015 à Atlanta en Géorgie,. L'équipe se rend également à Decatur, notamment en studio pour y tourner les scènes dans la caravane Airstream de Christian Wolff. Courant mars 2015, des scènes sont tournées au Georgia Institute of Technology. Lors de la scène finale, on voit le camping-car de Christian Wolff traverser le pont Bethany, sur le lac Allatoona, et s'enfoncer dans la forêt du parc naturel Red Top Mountain.

### Musique
La musique du film est composée par Mark Isham, qui avait déjà collaboré avec le cinéaste Gavin O'Connor sur Miracle (2004) et Warrior (2011). Le réalisateur explique le travail du compositeur : « Christian est un génie des mathématiques qui vit dans un monde de chiffres et de séquences numériques, et je souhaitais que la musique en rende compte. Des morceaux de la bande-son ont été créés à partir de simples motifs musicaux qui se répètent avec suffisamment de variations et d'imprévisibilité dans les tempos pour créer de la texture et de la nuance. La musique de Mark traduit ce mélange d'action, d'émotion et de suspense qui caractérise le film tout en rendant plus perceptible la sensibilité de l'histoire. Ces thèmes qui s'entremêlent reflètent la dualité des personnages et rendent le film plus dramatique. L'intrigue est pleine de mystères… tout le monde a des secrets ».

## Sortie et accueil

### Critique
Le film reçoit des critiques partagées. Sur l'agrégateur Rotten Tomatoes, il n'obtient que 50 % d'opinions favorables, pour 215 avis. Sur Metacritic, il décroche une note moyenne de 51/100, pour 45 critiques.
En France, les critiques sont également partagées : le film obtient une moyenne de 3/5, pour 24 titres de presse recensés par le site Allociné.

### Box-office
Le film prend directement la tête du box-office américain avec 24,7 millions de $ de recettes le premier week-end d'exploitation. Si ce résultat demeure le dixième démarrage de la carrière de Ben Affleck, il s'avère être le meilleur démarrage de la carrière du réalisateur Gavin O'Connor. En fin d'exploitation, Mr. Wolff fait un résultat honnête avec plus de 86 millions $ au vu de son coût de production (44 millions $). À l'international, le long-métrage rapporte 68,9 millions de $, portant le total plus de 155 millions $, ce qui est un succès commercial.
| Pays ou région    | Box-office      | Date d'arrêt du box-office | Nombre de semaines |
| ----------------- | --------------- | -------------------------- | ------------------ |
| États-Unis Canada | 86 260 045 $    | 12 janvier 2017            | 13                 |
| France            | 318 970 entrées | 20 décembre 2016           | 7                  |
| Mondial           | 155 160 045 $   | 12 janvier 2017            | 13                 |

## Suite
En juin 2017, il est annoncé qu'une suite est développée par Warner Bros., avec les retours presque assurés du réalisateur Gavin O'Connor et du scénariste Bill Dubuque. Le tournage débute en mars 2024. Il sort courant 2025.